# Liste des gouverneurs du Tennessee
Le gouverneur du Tennessee (en anglais : Governor of Tennessee) est le chef de la branche exécutive du gouvernement de l'État américain du Tennessee. Il est responsable de la promulgation des lois et du commandement de la garde nationale des États-Unis basée dans l'État en accord avec les directives du président des États-Unis. Le mandat de gouverneur, tel que défini par la Constitution du Tennessee (en) est de quatre ans renouvelable une fois.
Le gouverneur actuel, depuis janvier 2019, est le Républicain Bill Lee.

## Histoire
La première Constitution du Tennessee, promulguée en 1796, fixe un mandat de deux ans pour le gouverneur et l'impossibilité de servir comme gouverneur pendant plus de six ans sur une période de huit ans. La durée du mandat est prolongée à  quatre ans, sans possibilité de réélection, par des amendements constitutionnels adoptés en 1953. En vertu des dispositions actuelles de la constitution de l'État, telle que modifiée en 1978, le gouverneur est élu pour un mandat de quatre ans et ne peut servir plus de deux mandats consécutifs,.
Au XXe siècle, pendant presque cinq décennies, le Parti démocrate détient le poste de gouverneur en continu. Toutefois, à partir de 1967, des gouverneurs issus des deux partis démocrate et républicain alternent régulièrement. En 2019, le Républicain Bill Lee succède à un autre Républicain, Bill Haslam qui ne peut se représenter après deux mandats consécutifs.
Deux présidents des États-Unis furent gouverneur de Tennessee : James K. Polk (11e président, de 1845 à 1849.) et Andrew Johnson (17e président de 1865 à 1869). Sam Houston fut lui président de la république du Texas (de 1841 à 1844 puis de 1836 à 1838) puis gouverneur du Texas.

## Liste

### Gouverneurs du territoire
Gouverneur du Territoire du Sud-Ouest  (qui deviendra l'État du Tennessee).
| Nom            | Portrait       | Mandat    | Affiliation politique |
| -------------- | -------------- | --------- | --------------------- |
| William Blount | William Blount | 1790-1796 | Républicain-Démocrate |

### Gouverneurs de l'État
Liste des gouverneurs de l'État américain du Tennessee :
| Nom                       | Portrait              | Mandat                         | Affiliation politique |
| ------------------------- | --------------------- | ------------------------------ | --------------------- |
| John Sevier               | John Sevier           | 1796-1801                      | Républicain-Démocrate |
| Archibald Roane           | Archibald Roane       | 1801-1803                      | Républicain-Démocrate |
| John Sevier               | John Sevier           | 1803-1809                      | Républicain-Démocrate |
| Willie Blount             | Willie Blount         | 1809-1815                      | Républicain-Démocrate |
| Joseph McMinn             | Joseph McMinn         | 1815-1821                      | Républicain-Démocrate |
| William Carroll           | William Carroll       | 1821-1827                      | Républicain-Démocrate |
| Samuel Houston            | Samuel Houston        | 1827-1829                      | Républicain-Démocrate |
| William Hall              | William Hall          | 16 avril 1829 1er october 1829 | Démocrate             |
| William Carroll           | William Carroll       | 1829-1835                      | Démocrate             |
| Newton Cannon             | Newton Cannon         | 1835-1839                      | Whig                  |
| James K. Polk             | James K. Polk         | 1839-1841                      | Démocrate             |
| James C. Jones            | James C. Jones        | 1841-1845                      | Whig                  |
| Aaron V. Brown            | Aaron V. Brown        | 1845-1847                      | Démocrate             |
| Neill S. Brown            | Neill S. Brown        | 1847-1849                      | Whig                  |
| William Trousdale         | William Trousdale     | 1849-1851                      | Démocrate             |
| William B. Campbell       | William B. Campbell   | 1851-1853                      | Whig                  |
| Andrew Johnson            | Andrew Johnson        | 1853-1857                      | Démocrate             |
| Isham G. Harris           | Isham G. Harris       | 1857-1862                      | Démocrate             |
| Andrew Johnson            | Andrew Johnson        | 1862-1865                      | Unioniste             |
| Edward H. East            | Edward H. East        | 4 mars 1865 5 avril 1865       | Républicain           |
| William Gannaway Brownlow | William G. Brownlow   | 1865-1869                      | Républicain           |
| Dewitt Clinton Senter     | Dewitt Clinton Senter | 1869-1871                      | Républicain           |
| John Calvin Brown         | John Calvin Brown     | 1871-1875                      | Démocrate             |
| James D. Porter, Jr.      | James D. Porter, Jr.  | 1875-1879                      | Démocrate             |
| Albert S. Marks           | Albert S. Marks       | 1879-1881                      | Démocrate             |
| Alvin Hawkins             | Alvin Hawkins         | 1881-1883                      | Républicain           |
| William Brimage Bate      | William B. Bate       | 1883-1887                      | Démocrate             |
| Robert Love Taylor        | Robert Taylor         | 1887-1891                      | Démocrate             |
| John P. Buchanan          | John P. Buchanan      | 1891-1893                      | Farm-Labor            |
| Peter Turney              | Peter Turney          | 1893-1897                      | Démocrate             |
| Robert Love Taylor        | Robert Taylor         | 1897-1899                      | Démocrate             |
| Benton McMillin           | Benton McMillin       | 1899-1903                      | Démocrate             |
| James B. Frazier          | James B. Frazier      | 1903-1905                      | Démocrate             |
| John I. Cox               | John I. Cox           | 1905-1907                      | Démocrate             |
| Malcolm R. Patterson      | Malcolm R. Patterson  | 1907-1911                      | Démocrate             |
| Ben W. Hooper             | Ben W. Hooper         | 1911-1915                      | Républicain           |
| Tom C. Rye                | Tom C. Rye            | 1915-1919                      | Démocrate             |
| Albert H. Roberts         | Albert H. Roberts     | 1919-1921                      | Démocrate             |
| Alfred A. Taylor          | Alfred A. Taylor      | 1921-1923                      | Républicain           |
| Austin Peay IV            | Austin Peay           | 1923-1927                      | Démocrate             |
| Henry Hollis Horton       | Henry Hollis Horton   | 1927-1933                      | Démocrate             |
| Harry Hill McAlister      | Harry Hill McAlister  | 1933-1937                      | Démocrate             |
| Gordon Browning           | Gordon Browning       | 1937-1939                      | Démocrate             |
| Prentice Cooper           | Prentice Cooper       | 1939-1945                      | Démocrate             |
| Jim Nance McCord          | Jim Nance McCord      | 1945-1949                      | Démocrate             |
| Gordon Browning           | Gordon Browning       | 1949-1953                      | Démocrate             |
| Frank G. Clement          | Frank G. Clement      | 1953-1959                      | Démocrate             |
| Buford Ellington          | Buford Ellington      | 1959-1963                      | Démocrate             |
| Frank G. Clement          | Frank G. Clement      | 1963-1967                      | Démocrate             |
| Buford Ellington          | Buford Ellington      | 1967-1971                      | Démocrate             |
| Winfield Dunn             | Winfield Dunn         | 1971-1975                      | Républicain           |
| Ray Blanton               | Ray Blanton           | 1975-1979                      | Démocrate             |
| Lamar Alexander           | Lamar Alexander       | 1979-1987                      | Républicain           |
| Ned McWherter             | Ned McWherter         | 1987-1995                      | Démocrate             |
| Donald K. Sundquist       | Donald K. Sundquist   | 1995-2003                      | Républicain           |
| Phil Bredesen             | Phil Bredesen         | 2003-2011                      | Démocrate             |
| Bill Haslam               | Bill Haslam           | 2011-2019                      | Républicain           |
| Bill Lee                  | Bill Haslam           | Depuis 2019                    | Républicain           |